# Peter Fischer (Oboist)
Peter Fischer (* 4. Dezember 1925 in Leipzig; † 3. Dezember 2004 ebenda) war ein deutscher Oboist.

## Leben
Peter Fischer studierte bis 1942 Oboe bei Willi Gerlach am Leipziger Konservatorium. Während des Studiums spielte er als Aushilfe im  Gewandhausorchester. Von 1943 bis 1945 wurde er zum Kriegsdienst eingezogen und geriet Ende des Krieges in Gefangenschaft. Nach 1945 setzte er sein Studium in Leipzig fort und wirkte als Volontär im Rundfunk-Sinfonieorchester Leipzig.
Von 1947 bis 1991 war er Mitglied des Gewandhausorchesters (ab 1950 als Solo-Oboist). Er gehörte von 1961 bis 1982 dem Gewandhaus-Bläserquintett an. Zudem war er von 1961 bis 1966 Dozent an der Leipziger Musikhochschule. Zu seinen Schülern gehört u. a. Axel Schmidt.